# Johann Gildemeister (Ratsherr)

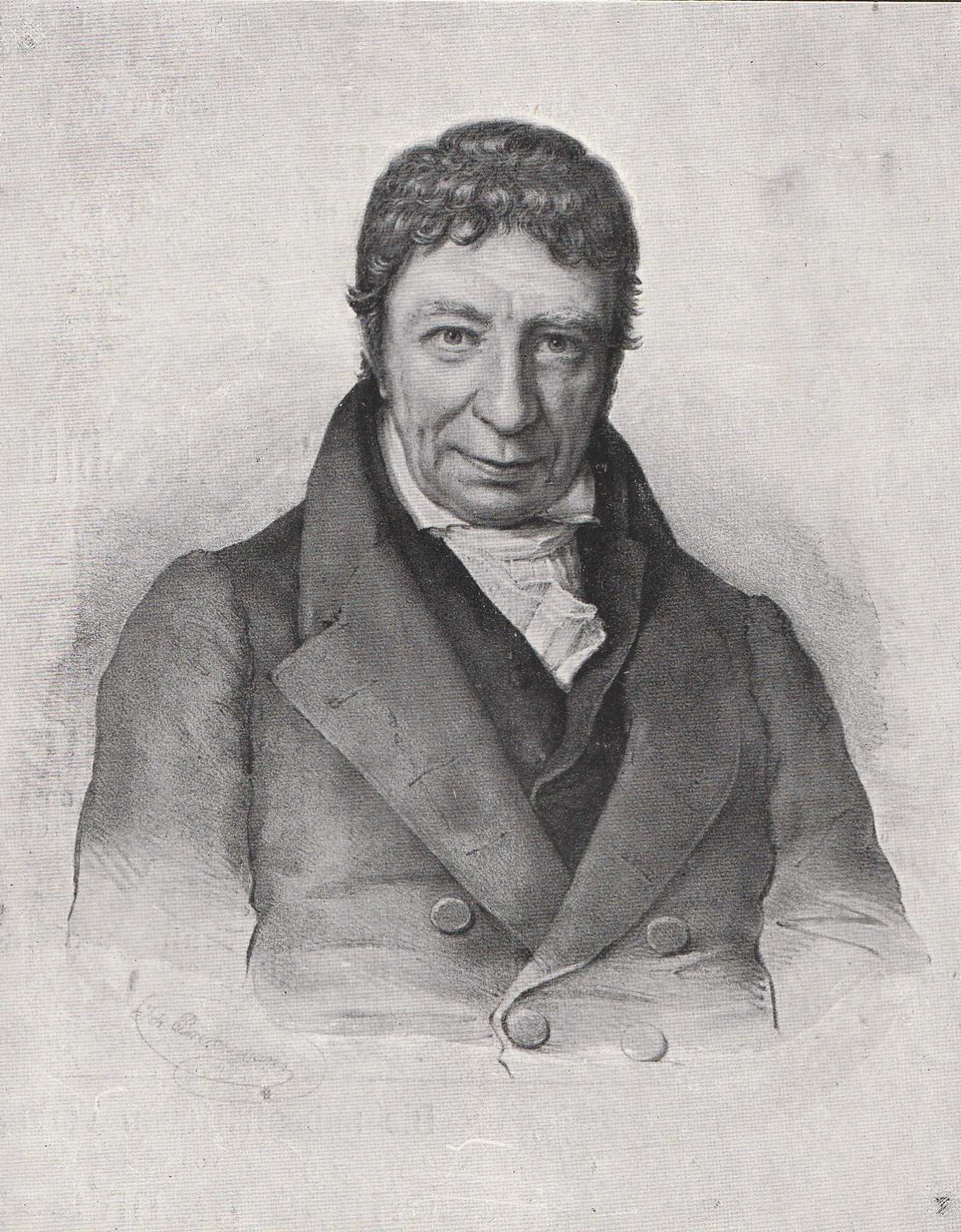
Johann Gildemeister, Lithographie von Bremermann, um 1830

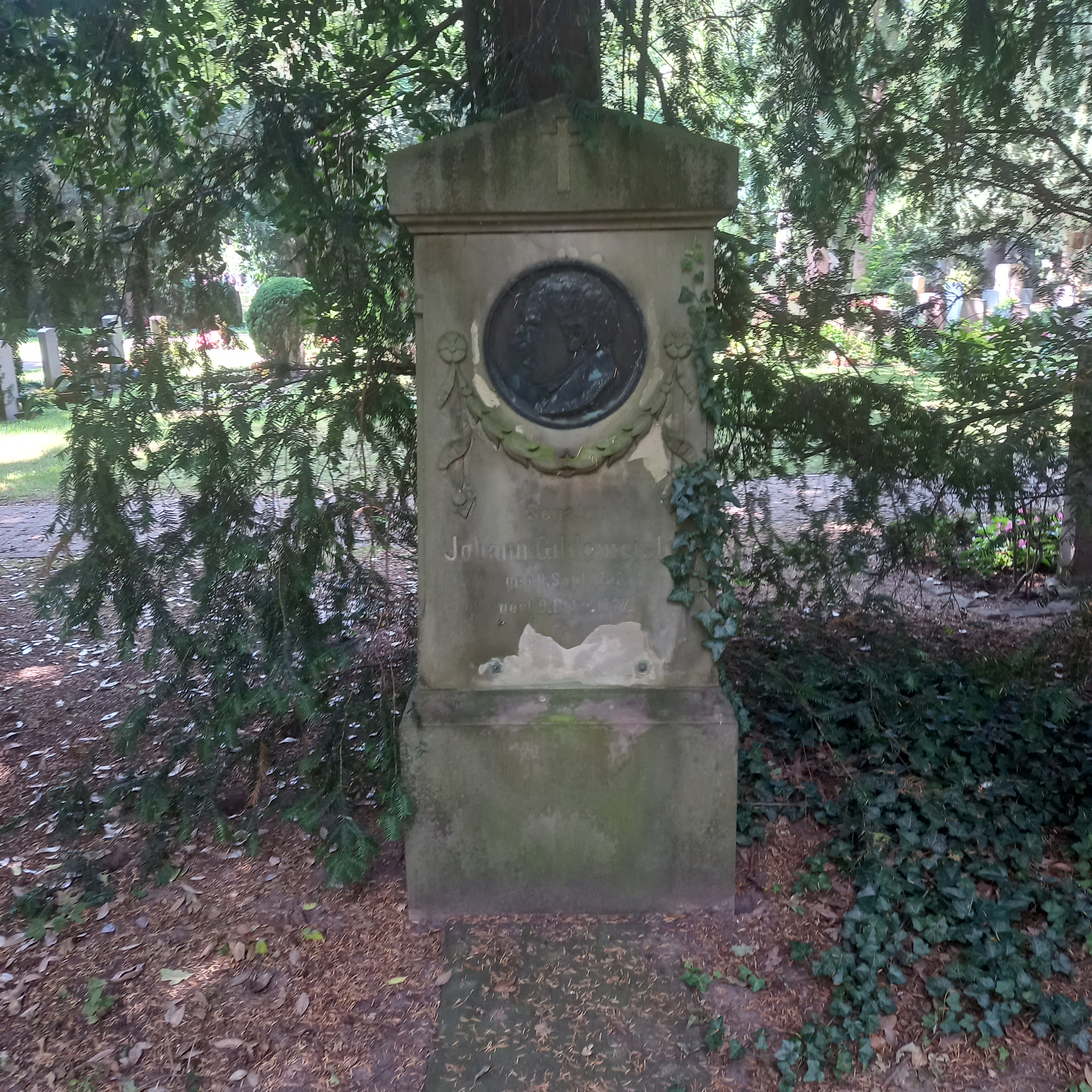
Das Grab von Johann Gildemeister auf dem Riensberger Friedhof in Bremen

Johann Mathias Gildemeister (* 11. September 1753 in Bremen; † 9. Februar 1837 in Bremen) war Kaufmann sowie Ratsherr und Senator der Stadt Bremen.

## Biografie
Gildemeister war der Sohn eines Bremer Kaufmanns. Er besuchte das Gymnasium in Bremen. Anschließend lernte und arbeitete er u. a. in Holland und England als Kaufmann. 1776 übernahm er in Bremen die Tuchwarenhandlung seines verstorbenen Vaters.
Darüber hinaus war er an technischen und astronomischen Problemen interessiert. 1788 wurde er zum Ratsherrn (ab 1813 Senator genannt) in Bremen gewählt. Im Rat war er u. a. für das Deich- und Feuerlöschwesens und die Münzgeschichte zuständig.
Zusammen mit Bürgermeister Christian Abraham Heineken betrieb er die  trigonometrische Vermessung von Bremen. Der Kupferstecher Georg Heinrich Tischbein hat dazu eine Karte gestochen. Zudem war er mit dem Astronom Heinrich Wilhelm Olbers befreundet.